# ياسمين إسفينية
ياسمين إسفيني (الاسم العلمي:Jasminum cuneatum) هو نوع من النباتات يتبع جنس الياسمين من الفصيلة الزيتونية.